# ピエール・リシャール
ピエール・リシャール（Pierre Richard, 本名：Pierre-Richard Maurice Charles Léopold Defays、1934年8月16日 -  ）は、フランスの俳優。

## 人物
ヴァランシエンヌ出身。1950年代に舞台俳優としてデビュー。主にイヴ・ロベール、クロード・ジディ、フランシス・ヴェベール監督のコメディ映画を中心に出演、フランス喜劇映画を代表する俳優となる。1970年代から監督や脚本・プロデュースも手がけるようになる。
2006年の第31回セザール賞で名誉セザール賞を受賞した（ヒュー・グラントと共に）。

## 主な出演作品

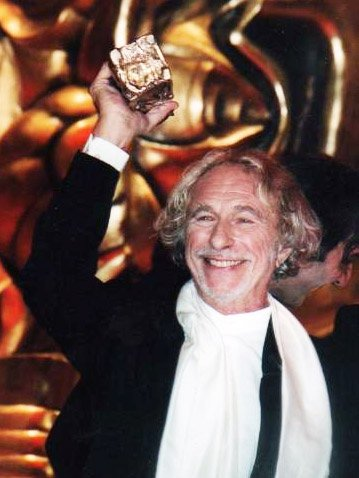
2006年の第31回セザール賞授賞式にて

- モンパルナスの灯 Les amants de Montparnasse / Montparnasse 19 (1958)
- ぐうたらバンザイ! Alexandre le Bienheureux (1968)
- 囚われの女 La Prisonnière (1968)
- アルフレッドの災難 Les Malheurs d'Alfred (1972)
- 凶悪誘拐犯大追跡 Un nuage entre les dents (1974)
- おかしなおかしな高校教師 La moutarde me monte au nez (1974) 脚本も
- 冒険喜劇 大出世 La Course à l'échalote (1975)
- トルチュ島の遭難者 Les Naufragés de l'île de la Tortue (1976)
- ル・ジュエ おもちゃにされた新聞記者 Le Jouet (1976)
- 3人の逃亡者/銀行ギャングは天使を連れて Les Fugitifs (1986)
- エレベーターを降りて左 À gauche en sortant de l'ascenseur (1988)
- シェフ イン ラブ Les Mille et Une Recettes du cuisinier amoureux (1997)
- 家なき子 Sans famille (2000) テレビ映画
- シビラの悪戯 L'Été de mes 27 baisers (2000)
- ロビンソン・クルーソー Robinson Crusoé (2003) テレビ映画
- 蛇男 Le Serpent (2006)
- 幸せはシャンソニア劇場から Faubourg 36 (2008)
- みんなで一緒に暮らしたら Et si on vivait tous ensemble? (2011)
- 僕たちのヒーロー Mes héros (2012)
- ロスト・イン・パリ Paris pieds nus (2016)
- Astérix et Obélix : L’Empire du Milieu (2023)
- Jeanne du Barry (2023)[3]